# Karl Theodor von Buseck
Karl Theodor Philipp Kilian von Buseck (* 8. Juli 1803 in Bamberg; † 28. März 1860 ebenda) war ein deutscher Aquarellmaler und Lithograf.

## Leben
Seine Eltern waren Leopold Friedrich von Buseck und dessen Gemahlin Maria Carolina Leopoldine, eine geborene von Bodeck zu Ellgau. Karl Theodor hatte zwei ältere Brüder, Christoph Franz Amand und Friedrich Karl. Letzterer war wie Karl Theodor unverheiratet und begleitete ihn auf seinen Reisen. Ein Bruder des Vaters war Christoph Franz Amand von Buseck, der letzte Fürstbischof von Bamberg.
Die Familie gehört zum sogenannten „katholischen“ oder auch „Eppelborner“ Zweig der Freiherren von Buseck, einer Familie mit ursprünglichem Stammsitz in Mittelhessen, im Busecker Tal.
Er besuchte die Universität in Würzburg als „cand. Philos“. Seine Neigung zu den Bildenden Künsten offenbarte sich früh. Eine Ausbildung zur Kunst hat er nie absolviert; er war Autodidakt. Karl Theodor war k.u.k. Wirklicher Kämmerer und gehörte dem Malteserorden an. Sein Vater erwarb 1810 das Schloss in Burgellern, in dem Karl Theodor und sein Bruder Friedrich Karl längere Zeit lebten und es mit Reiseandenken füllten. 
Mehrfach waren beide Brüder mit Herzog Max in Bayern auf Reisen. Ihre Reisen führten sie durch Deutschland sowie nach Frankreich, Italien, England, Spanien, Portugal, in die Donauländer, nach Griechenland und in den Orient. Von einem Besuch auf dem Sklavenmarkt in Kairo brachten sie „einen Schwarzen“ mit nach Burgellern, wo er als Gärtner tätig war. Das Tagblatt der Stadt Bamberg vom 15. Mai 1839 erwähnt die mildtätigen Gaben der Brüder an hilflose Bewohner und Schulkinder. Herzog Max widmete ihnen, seinen Freunden und Reisegefährten, sein Klavierstück op. 22, „Die Brüder“.
In seinem Werk befinden sich Ansichten seiner Heimatstadt Bamberg sowie Bilder, die auf seinen Reisen durch Europa und den Orient, u. a. im Gefolge von Herzog Max in Bayern, entstanden sind.